# K-9 and Company
K-9 and Company (K-9 y compañía) fue una propuesta de serie de televisión que sería spin-off de la serie clásica Doctor Who. Iba a estar protagonizada por los personajes Sarah Jane Smith, una periodista de investigación interpretada por Elisabeth Sladen, y K-9, un perro robótico al que daba voz John Leeson. Ambos personajes habían sido acompañantes del Cuarto Doctor, pero nunca habían aparecido juntos antes. Se produjo un solo episodio piloto, A Girl's Best Friend (El mejor amigo de la mujer), pero no fructificó. A Girl's Best Friend se emitió en BBC One como especial de Navidad el 28 de diciembre de 1981. Después se publicó en DVD el 16 de junio de 2008 junto con el primer serial de K-9 en Doctor Who, The Invisible Enemy. Aunque no se produjo finalmente la serie, el episodio se incorporó a la continuidad de Doctor Who cuando K-9 y Sarah Jane aparecieron viviendo juntos en The Five Doctors (1983).
Tras el regreso de Doctor Who en 2005, Sarah Jane Smih y K-9 volvieron a aparecer juntos en el episodio de la segunda temporada moderna Reunión escolar, emitido en 2006. Además de aparecer más veces en Doctor Who, acabaron protagonizando juntos el spin-off The Sarah Jane Adventures, estrenado en 2007. K-9 solo apareció oasionalmente en las dos primeras temporadas, y se convirtió en personaje regular en la tercera temporada. En 2010, los creadores originales de K-9 iniciaron una nueva serie titulada K-9, sin relación con la BBC ni con la continuidad oficial, y con un nuevo diseño del perro robótico.

## Orígenes del programa
El programa tiene sus raíces en el deseo del productor de Doctor Who John Nathan-Turner de que Elisabeth Sladen volviera a la TARDIS. Él quería darle a ella el contrato que al final fue para Janet Fielding (Tegan Jovanka) a finales de 1980. Nathan-Turner quería que la transición de Tom Baker a Peter Davison contara con Sarah Jane desde Logopolis hasta la segunda historia de la temporada 19. Sin embargo, Sladen no tenía interés en volver simplemente para repetir un papel con funciones idénticas al que había dejado años atrás.
Mientras tanto, Nathan-Turner estaba pensando qué hacer con K-9. El perro robótico era muy popular entre los niños, pero tenía muchas dificultades técnicas. Decidió entonces que un spin-off dirigido a los niños con K-9 sería lo mejor. Sin embargo, una serie así necesitaría un humano protagonista, y su primera candidata para el papel fue Sladen. Le ofreció el papel a la actriz pintándoselo como algo diferente a lo que había hecho antes: volvería a ser Sarah Jane Smith, pero ya no como asistente, sino como la heroína protagonista. En estas condiciones, Sladen aceptó.

### Argumento
Sarah Jane Smith visita a su tía Lavinia, a la que se había mencionado ocasionalmente pero nunca apareció en Doctor Who. Cuando llega a la casa de su tía, sin embargo, encuentra que se acaba de marchar a una gira de conferencias en América, a pesar de que es Navidad. Sarah así se queda decepcionada ante la perspectiva de otras vacaciones sin la familia. Por suerte, el pupilo de Lavinia, Brenadn Richards, rompe estos momentos de reflexión por la marcha repentina de su tía. Tras recogerle en la estación, vuelven a la casa, y descubren una gran caja que ha estado esperando a Sarah unos cuantos años. Cuando la abren, descubren un perro mecánico llamado K-9. Al activarlo, este le dice a Sarah que es un regalo del Doctor.
La curiosidad de Brendan por K-9 es similar a las nuevas preocupaciones de Sarah por la ausencia de Lavinia. Así, los dos se separan. Sarah va al pueblo a preguntar a los lugareños, y Brendan se queda para probar las habilidades de la nueva "mascota" de Sarah. En el pueblo, Sarah descubre que Lavinia ha empezado a disgustar a algunos por sus cartas al periódico local sobre un aumento de la práctica de la brujería en la zona. Mientras tanto, alguien ataca a Brendan mientras usa a K-9 para recoger muestras del suelo del jardín de Lavinia. Sus atacantes, George Tracey y su hijo Peter, están conectados con e aquelarre local. Por desgracia, los dos escapan antes de que Brendan pueda verles la cara...

### Continuidad
K-9 se menciona como "Modelo III" porque es el tercer modelo en propiedad del Doctor. En la serie principal, el primer K-9 se quedó con Leela en Gallifrey, y el segundo se vio obligado a quedarse con Romana en el E-Espacio porque le dañaron los vientos del tiempo. El Modelo III se supone que es un regalo del Cuarto Doctor, algo que parece confirmarse cuando K-9 revela que el Doctor le dejó en la Tierra para Sarah Jane en 1978, posiblemente tras el desempaquetamiento del Modelo II en The Invasion of Time y antes de The Ribos Operation. Cuando K-9 le dice a Sarah Jane que es un regalo del Doctor, suena de fondo brevemente un fragmento de la sintonía de Doctor Who.
En The Five Doctors, K-9 Modelo III sigue funcionando y vive con Sarah Jane. K-9 se rompe unos años antes de los eventos de Reunión escolar. Cuando K-9 revela que es un regalo del Doctor, Sarah Jane dice, "Oh, Doctor, no te olvidaste". Sus palabras de despedida en The Hand of Fear fueron "No me olvides".